# Partia Fashiste e Shqipërisë
Die Partia Fashiste e Shqipërisë (albanisch für „Faschistische Partei Albaniens“; Akronym: PF oder PFSh) war 1939/45 eine faschistische Partei im italienisch besetzten Albanien, die formal als Regierungspartei fungierte. Danach fiel Albanien unter deutsche Besetzung, und an die Stelle der PFSh trat die Albanische Nationalsozialistische Partei.

## Geschichte
Die PFSh war nicht mehr als ein Ableger der italienischen Partito Nazionale Fascista, mit den gleichen Statuten, den eigenen paramilitärischen Schwarzhemden und Benito Mussolini als Parteichef. Sie war nie eine Massenpartei, die Mitgliederzahlen bewegten sich im Mai 1940 bei etwa 13.500; allerdings wurde während der Herrschaft der PFSh mit der Ausweitung der Staatsgrenzen auf den heutigen Epirus und den Kosovo die Vision eines Großalbaniens verwirklicht. Die Partei war ebenfalls antisemitisch ausgerichtet, albanischen Juden war der Parteieintritt untersagt, was einem partiellen Berufsverbot (z. B. für den Lehrerberuf) gleichkam. Der spätere realsozialistische Diktator Enver Hoxha verlor ebenfalls seine Anstellung als Lehrer, nachdem er die Mitgliedschaft in der PFSh verweigerte.
Gegründet wurde die Partei von Tefik Mborja, einem albanischen Kollaborateur und persönlichen Freund des italienischen Außenministers Galeazzo Ciano. Im Frühjahr 1943 reorganisierte der antimonarchistische Nationalist Maliq Bej Bushati die PFSh zur „Garde Großalbaniens“ und war bestrebt, Albanien von Italien zu distanzieren, indem er die faschistischen Symbole von der Landesflagge entfernte (zwei Rutenbündel, eines auf jeder Seite des albanischen Adlers) und Albanien in vielen Gebieten für autonom erklärte. Jedoch führte die italienische Kapitulation zur Besetzung Albaniens durch die deutsche Wehrmacht, was die politische Situation im Land grundlegend veränderte.
Nach der deutschen Besetzung baute der Chef der Sicherheitspolizei und des SD Ernst Kaltenbrunner die „Garde Großalbaniens“ zur Albanischen Nationalsozialistischen Partei um, die dann die formale Regierungsgewalt im besetzten Albanien ausübte. Die deutsche Einflussnahme auf Albanien war weniger strikt als auf andere besetzte Gebiete; die albanische Marionettenregierung verzichtete weitgehend auf die systematische Verfolgung und Ermordung albanischer Juden. Albanische Freiwillige bildeten jedoch eine SS-Division, die berüchtigte 21. Waffen-Gebirgs-Division der SS „Skanderbeg“.
Nach dem Untergang des Dritten Reichs versank Albanien in einem Bürgerkrieg; einige ehemalige Mitglieder der Albanischen Nationalsozialistischen Partei führten einen Partisanenkrieg gegen die Kommunisten in Albanien und im Kosovo, wo die letzten Kämpfe erst 1951 endeten.

### Führer der Partia Fashiste e Shqipërisë
- 1939–1941: Tefik Mborja
- 1941–1943: Jup Kazazi
- 1943: Kol Bib Mirakaj

### Führer der Garde Großalbaniens
- 1943: Maliq Bej Bushati
- 1943: Eqrem Bej Libohova